# 寇克·柴契爾
寇克·R·柴契爾（英語：Kirk R. Thatcher，1962年2月14日—）是一名美國編劇、製片人、電視和電影導演、網路影片導演和藝術指導。

## 早期生活
柴契爾在加利福尼亞州洛杉磯出生和長大。在高中時，他遇到喬·約翰斯頓，的藝術指導。約翰斯頓後來與柴契爾一起做了他在這個行業的第一份工作，在的ILM創意團隊中擔任技術助理。

## 職業生涯

### 電影
柴契爾在18歲時離開加州大學洛杉磯分校電影學院，在喬治·盧卡斯的特效機構工業ILM工作。柴契爾是大衛·芬奇第一部音樂錄影帶的藝術指導，並花了一年多的時間為瑞克·史普林菲爾和汽車旅館合唱團的一些錄影帶設計外觀。隨後，柴契爾被倫納德·尼莫伊聘請為《星际旅行IV：抢救未来》的副製片。他還飾演了「公車上的龐克」，一個沒有禮貌的通勤者在影片中用音響大聲播放歌曲〈I Hate You〉。柴契爾創作並演唱了這首歌，與音響設計師馬克·曼基尼一起錄製。柴契爾沒有因為「龐克」這個非發言角色而獲得額外的收入，但確實因為這首歌而獲得「差不多8美分的剩餘報酬」。
柴契爾的第一部執導作品是在2002年，為NBC拍攝的，吸引了超過1100萬觀眾。柴契爾與人合寫了幾部布偶電影，包括《布偶金銀島 尋寶記》（1996年），並執導了三部電視電影，包括《布偶聖誕秀：給聖誕老人的信》（2008年）和《布偶綠野仙蹤》（2005年），後者在勞勃·狄尼洛的翠貝卡電影節上首映。
2015年，柴契爾為吉姆·亨森公司執導一部以感恩節為主題的電視電影《火雞谷》，在Lifetime播放。柴契爾也被認為是該片的三位編劇之一，與吉姆·亨森和傑瑞·朱爾並列。柴契爾在2017年的電影中客串「龐克搖滾人」，這是對他在《星际旅行IV：抢救未来》中飾演的「公車上的龐克」的致敬。
2021年10月，柴契爾自編自導自演了電影《布偶幽靈公館》。

### 電視
柴契爾是獲得艾美獎的ABC系列節目《Muppets Tonight》的監製。
柴契爾還為卡通頻道的系列劇編寫劇集，並為尼克兒童頻道系列劇《懶人小鎮》、PBS的《科學小子西德》和喜劇中心的《小麗接電話》執導劇集。
2014年，柴契爾在Syfy系列節目《亨森傳世怪物商店》中擔任每一集的比賽評委。
柴契爾於2022年重返《星艦迷航記》系列，在《星際爭霸戰：畢凱》第二季中重新飾演「公車上的龐克」，這次他飾演的是《星际旅行IV：抢救未来》中年長而明智的角色。同年，他通過他的Instagram貼文宣布，他將為《神秘科學戲院3000》撰稿。

### 網路和商業廣告
柴契爾曾執導布偶團的「波西米亞狂想曲」，該片贏得2010年威比獎的「病毒影片」類別。他還執導了2015年布偶音樂影片「Jungle Boogie」和「Kodachrome」。

## 外部連結
- 官方網站 （页面存档备份，存于）
- 寇克·柴契爾在互联网电影资料库（IMDb）上的資料（英文）